# Mimomanes drucei
Mimomanes drucei är en fjärilsart som beskrevs av Paul Dognin 1889. Mimomanes drucei ingår i släktet Mimomanes och familjen mätare. Inga underarter finns listade i Catalogue of Life.